# Kaushiki Chakraborty
Kaushiki Chakraborty (bengalisch কৌশিকী চক্রবর্তী; * 24. Oktober 1980 in Kolkata, Westbengalen) ist eine indische Sängerin der Patiala gharana. Ihr Repertoire umfasst reine indische Klassik, Khyal, karnatische Gesangskunst und verschiedene andere Formen indischer Musik. 2005 wurde Chakraborty mit dem BBC Radio 3 Awards for World Music in der Kategorie Asien-Pazifik ausgezeichnet.

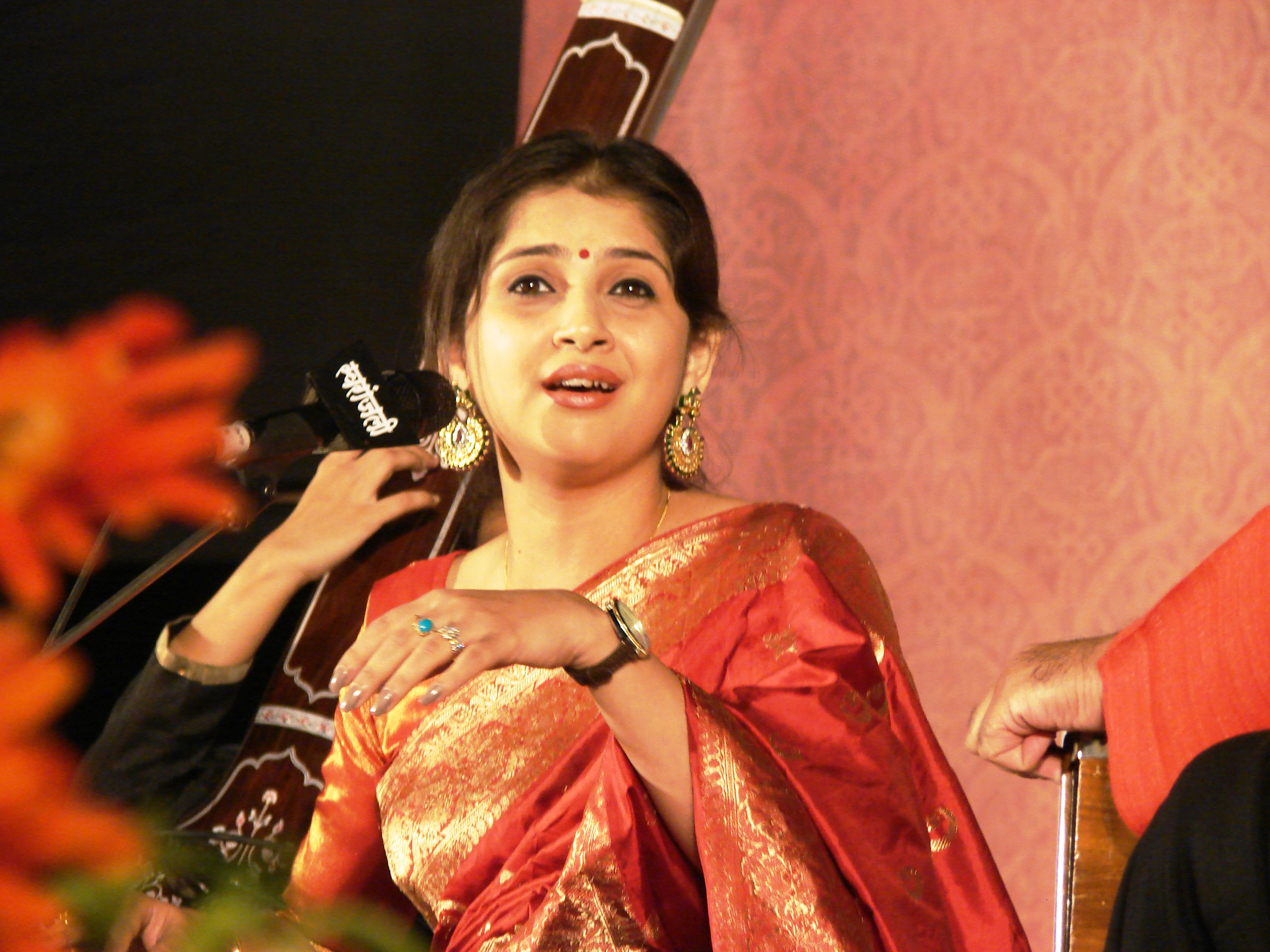
Kaushiki Chakraborty bei ihrem Konzert in Swai Gandharva 2013

## Kindheit und Jugend
Kaushiki Chakraborty wuchs mit ihren Eltern Chandana Chakraborty und dem, mit dem Padma Bhushan ausgezeichneten, klassischen indischen Sänger Ajoy Chakraborty in Kolkata auf. Schon im Alter von zwei Jahren interessierte sie sich für die Musik und seit den späten 1980er Jahren begleitete sie ihren Vater auf dessen Konzerttourneen. Ihr erstes öffentliches Lied, eine Tarana, sang sie im Alter von 7 Jahren im Calcutta Rowing Club.
Im Alter von zehn Jahren begann sie, klassische indische Musik an der Akademie von Jnan Prakash Ghosh zu lernen, der auch der Lehrer ihres Vaters war. Später trat sie der ITC Sangeet Research Academy bei, die sie 2004 abschloss und wurde von ihrem Vater an seiner Shrutinandan-Musikschule in Kolkata unterrichtet. Neben der Interpretation von Khyals und Thumri, lernte sie ab 2002 auch karnatische Musik bei Vidwan Balamurali Krishna.
Im selben Jahr schloss sie ihr Studium am Jogamaya Devi College, einer der Universität Kolkata angeschlossenen Frauenuniversität, mit einem Prädikatsexamen in Philosophie ab. Außerdem erwarb sie einen Master-Abschluss in Philosophie an der Jadavpur University.

## Karriere
Schon früh nahm Chakraborty an größeren Konzerten teil. Ab ihrem 20. Lebensjahr trat sie bei der Dover Lane Music Conference auf und nahm die nächsten 5 Jahre lang daran teil. Bei ihren Auftritten sang sie nicht nur "Khyals", sondern bedient sich auch gelegentlich zeitgenössischen Formen der indischen Popmusik, wobei sie rhythmischen Swing mit hemmungslosen Taans in dreieinhalb Oktaven kombinierte.
Bei der zweitägigen Feier zu Ehren der Sängerin Kishori Amonkar in Anerkennung ihres 60-jährigen Beitrags zur Musik, die am 14. Februar 2011 in Pune stattfand, spielte Chakraborty den Raga Todi. Die Sänger Kalapini Komkali, Tochter und Schülerin von Pt. Kumar Gandharva, und Nandini Bedekar von der Jaipur-Atrauli Gharana trugen dort ebenfalls bandishes im selben Raga vor. Bharat Kamat auf der Tabla und Suyog Kundalkar auf dem Harmonium begleiteten dabei alle drei Künstler. Auch in den einzigartigen musikalischen Veranstaltungen, die vom National Centre for the Performing Arts (NCPA) in Mumbai organisiert wurden, wurden am 18. September 2011 von drei Vokalisten, darunter Kaushiki Chakraborty, Ulhas Kashalkar und Devaki Pandit Ragas in verschiedenen Zeitzyklen präsentiert. Diese Darbietung wich von den üblichen Abendkonzerten ab, und die Ragas wurden in den für jeden Raga geeigneten Zeitabschnitten gesungen, angefangen vom frühen Morgen bis zum Abend.
Im August 2003 gab Chakraborty dann einen Live-Auftritt in London, der auf der Platte "Pure" veröffentlicht wurde. Ihr Vater hatte sie bei dieser Gelegenheit auf dem Harmonium begleitet. Zudem trat sie beim ITC Sangeet Sammelan in Indien, dem Spring Festival of Music in Kalifornien, dem Sawai Gandharva Bhimsen Sangeet Mahotsav und dem Parampara Program in Los Angeles auf. Für ihre musikalischen Darbietungen wurde sie von vielen als "Fackelträgerin der Patiala-Tradition" gefeiert.

### Talkshow
Neben ihrer Tätigkeit in der Musik moderiert Chakraborty eine wöchentliche Talkshow mit Sängern im Unterhaltungskanal Ruposhi Bangla. Die sonntags ausgestrahlte Talkshow mit dem Titel "Gaan-Golpo ar Gaan" (Lieder-Geschichten und Lieder) präsentiert Musik und Unterhaltung. Sie zeigt sowohl klassische bengalische Lieder, Nazrulgeeti, Volksmusik, Toppa und Adhunik, als auch Bangla Bands, Filmsongs und Remixe. Zu den Gäste, die in dieser Sendung aufgetreten sind, zählen Banasree Sengupta, Subhamita Banerjee, Lopamudra Mitra und Joy Sarkar.

### Ensemble
Chakraborty gründete ein, ausschließlich aus Frauen bestehendes Musikensemble  mit dem Namen "Sakhi" (was so viel wie "Freundin" bedeutet), das in der klassischen Musik des Landes eine Vorreiterrolle spielt. Ihr Ziel dabei ist laut eigenen Aussagen, "die Weiblichkeit zu feiern" und den berühmten mythologischen und historischen Frauen Indiens wie Ganga, Saraswati, Durga, Lakshmi, Draupadi, Kunti, Sita, Radha und Meera zu widmen. Das erste Programm der Gruppe war für den 20. Januar 2015 im Kala Mandir in Mumbai geplant. Chakraborty übernahm die Rolle der Sängerin und wurde dabei von Shaoni Talwalkar an der Tabla, Mahima Upadhyay an der Pakhawaj, Debopriya Chatterjee an der Flöte und Nandini Shankar an der Violine begleitet. Zudem wurde währenddessen die Kathak-Tanzvorführung von Bhakti Deshpande aufgeführt. Alle beteiligten Musikerinnen sind Töchter, Enkeltöchter oder Schüler berühmter Hindustani-Musiker. Chakraborty präsentierte dieses musikalische Ensemble ebenfalls im Oktober 2015 in der Carnegie Hall; das Programm dauerte 90 Minuten.

## Auszeichnungen
Chakraborty wurde mit zahlreichen Preisen ausgezeichnet. So erhielt sie 1995 den Jadu Bhatta Award, wurde 1998 nach ihrem Eröffnungslied beim 27. jährlichen ITC Sangeet Sammelan in Neu-Delhi positiv erwähnt und gewürdigt und erhielt 2000 den Outstanding Young Person Award. Im Alter von 25 Jahren erhielt sie den BBC Award für herausragende Leistungen in der Musik. Bei der Verleihung dieses Preises im Jahr 2005 wurde sie als "eine der hellsten aufstrebenden Künstlerinnen in der indischen Vokalmusik" gelobt, und der Kritiker Ken Hunt sagte: "Wir sprechen hier von Superlativen".
Im März 2020, am Internationalen Frauentag, erhielt sie zudem vom indischen Präsidenten Ram Nath Kovind die höchste Auszeichnung für Frauen in Indien, den Nari Shakti Puraskar Preis (Deutsch: Preis für die Kraft der Frauen).

## Privatleben
2004 heiratete die Sängerin Parthasarathi Desikan, der ebenfalls im Bereich der klassischen indischen Musik tätig ist und bekam mit ihm einen Sohn namens Rishith.

## Veröffentlichungen
Chakrabortys Diskografie umfasst die Alben "Footsteps", ein Solodebüt von 1998 und "A Journey Begins" aus dem Jahr 2002. Bei ihrem 2004 folgenden Album "Pure" handelt es sich um eine Aufzeichnung ihres Auftritts in London am 30. August 2003.
Des Weiteren sang die Musikerin einen Kirtan bei MTV Coke Studio gemeinsam mit Shantanu Moitra & Swanand Kirkire ein. Auch für die Filme Water, Thirumanam, Enum Nikkah (2014), Kutti Puli (2013) Champlin, Drei Töchter, Paanch Adhyay und Gulaab Gang nahm sie Songs auf.
Der Regisseur Rituparno Ghosh hatte ihren daraufhin Vater gebeten, Chakraborty zu erlauben, in seinen Filmen mitzuwirken, was dieser jedoch mit der Begründung, dies würde ihre musikalische Karriere beeinträchtigen, ablehnte.
So trat sie schließlich nur in einer einzigen Songsequenz in dem Film Chitrangada (2012) auf, in der sie den Song selbst sang. Sie selbst sagte zu den Filmaufnahmen: „Aber ich versuche nie, wie eine 60-Jährige zu spielen, weil ich das nicht bin. Aufgesetzte Ernsthaftigkeit wäre nur eine Sache der Verstellung, nicht meine. Ich mag es, auf der Bühne zu sitzen und mit meinem Publikum zu plaudern, nicht die Augen zu schließen und mich zu entfremden.“

### Studioaufnahmen
Chakraborty veröffentlichte 2006 ihr Studioalbum "The Best of Kaushiki Chakraborty." Zu ihren anderen klassischen Audioaufnahmen zählen: Dhrupad Alap im Poorvi-Raga, Dhrupad im Poorvi-Raga, Khayal im Bageshree-Raga (im Teen Taal), Khayal im Bageshree-Raga (im Ektaal) und Varnam im Swarashtram-Raga.
Alben
- 2002 – A Journey Begins
- 2005 – Hamaaro Pranaam
- 2005 – Water
- 2007 – Rageshri
- 2007 – Pure
- 2008 – Jhanak
- 2010 – Jag Do Din Ka Mela
- 2011 – Manomay
- 2011 – Kaushiki
- 2011 – Jaani Dyakha Hawbe
- 2011 – Yatra 2:The Journey Continues
- 2012 – Paanch Adhyay (Original Motion Picture Soundtrack)
- 2013 – Boon
- 2013 – Hanuman.com
- 2013 – Shunyo Awnko
- 2013 – Thirumanam Enum Nikkah
- 2014 – Parapaar (Original Motion Picture Soundtrack)
- 2014 – Gulaab Gang
- 2014 – Ramanujan
- 2014 -- Sondhey Naamar Aagey (Original Motion Picture Soundtrack)
- 2014 – Hrid Majharey (Original Motion Picture Soundtrack)
- 2015 – Karvaan
- 2015 – Kadambari (Original Motion Picture Soundtrack)
- 2015 – Family Album (Original Motion Picture Soundtracks)
- 2016 – Mirzya
- 2017 – Kaushikis Sakhi
- 2017 – Arani Takhon (Original Motion Picture Soundtrack)
- 2017 – Gaayeja